# Mohamed Atta
Mohamed Atta —àrab: محمد عطا, Muḥammad ʿAṭṭā— (Kafr al-Sheikh, 1 de setembre de 1968 – Nova York, 11 de setembre de 2001) va ser un dels pilots suicides del vol 11 d'American Airlines, que es va estavellar contra una de les torres bessones del World Trade Center durant els atacs terroristes de l'11 de setembre de 2001. Actualment es creu que va ser el líder dels atacs. Durant la seva vida, va usar diferents àlies i noms alternatius, incloent-hi Mehan Atta, Mohammed Atta, Mohammad El Amir, Mohamed El Sayed, Muhammad Muhammad Al Amir Awag Al Sayyid Atta, i Muhammad Muhammad Al-Amir Awad Al Sayad. El testament que va escriure l'any 1996 mostra el seu nom com "Mohamed fill de Mohamed Elamir awad Elsayed". Aquest testament  demostra el seu grau de fanatisme religiós, també hi va deixar esmentades instruccions per al seu enterrament.
Mohamed Atta és el més conegut dels atacs de l'11-S, se sap, per exemple, que mentre preparava els atemptats, es va allotjar durant uns dies en diversos hotels a Salou i a Tarragona.

## Vida a Egipte
Mohamed Atta va néixer l'1 de setembre de l'any 1968 a Kafr al-Sheikh, una petita ciutat del Baix Egipte. Quan tenia deu anys es va mudar amb la seva família al Caire, on va estudiar urbanisme i es va graduar l'any 1990. També va estudiar anglès a la Universitat Americana del Caire i alemany a l'Institut Goethe de la capital egípcia, preparant-se pel seu viatge a Alemanya.

## Vida a Alemanya
Mohamed Atta va arribar a Hamburg l'any 1992 per estudiar a la Universitat Tècnica d'Hamburg. Allà va començar a fer-se cada cop més religiós i a freqüentar més la mesquita. L'any 1995 ja s'havia unit a la cèl·lula d'Hamburg i l'any següent va escriure el seu testament, en el que especificava com se l'havia d'enterrar. L'any 1999 volia anar a lluitar a la Segona Guerra Txetxena juntament amb els seus companys, però un membre d'Al-Qaida els va convèncer d'anar a l'Afganistan, on van conèixer a Ossama bin Laden que els hi va assignar la missió dels atemptats terroristes.

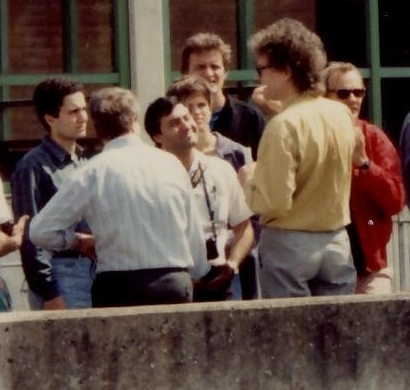
Atta (extrem esquerra) a Alemanya l'any 1993

## Arribada als EUA
L'any 2000, quan encara es trobava a Alemanya va enviar diversos correus a entre cinquanta i seixanta escoles de vol dels Estats Units.
Després va viatjar a Praga on va agafar un vol a Newark. Als Estats Units va estudiar a Huffman Aviation a Venice, Marwan al-Shehhi, un altre dels futurs terroristes.

## Estada a Espanya
Abans dels atacs, l'any 2001 Atta va agafar un vol a Zúric, allà va comprar xocolatines i navalles suïsses abans de fer escala a Madrid.
Un cop a Madrid va llogar un Hyundai Accent i va anar fins a Salou, on es va allotjar a l'habitació número 15 de l'Hostal Montsant i a l'Hotel Casablanca. Després va anar a Tarragona, allotjant-se a l'Hotel Sant Jordi. A Espanya es va reunir amb membres d'Al-Qaida per acabar d'organitzar els atacs terroristes.

## Tornada als EUA
El 19 de juliol del 2001 Atta va volar amb Delta des de Madrid a Fort Lauderdale, amb escala a Atlanta. El 26 de juliol va agafar un altre vol de Continental Airlines a Newark. Va tornar a Fort Lauderdale el dia 30 per recollir a un altre terrorista, després va continuar fent diversos vols de reconeixement pels Estats Units, això permetia als terroristes saber a quins aeroports podrien entrar amb ganivets.

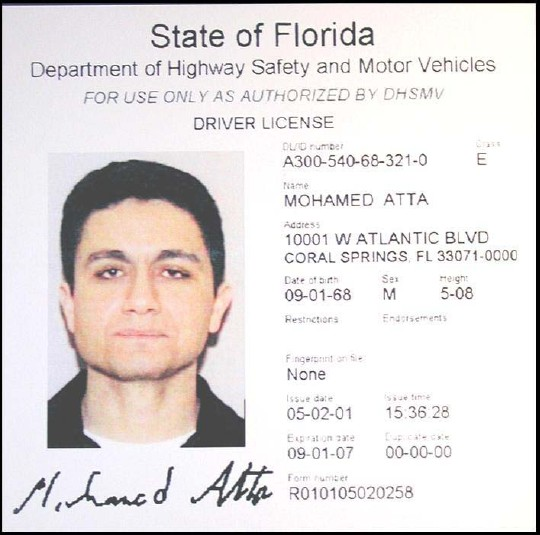
El carnet de conducció de Florida d'Atta

El 9 de setembre del 2001 va llogar un Nissan Altima a l'aeroport de Boston. L'endemà Atta va recollir a Abdulaziz al-Omari i es van allotjar a un Comfort Inn. de South Portland. L'11 de setembre del 2001 van arribar a l'aeroport de Portland a les 05:40, on van deixar el cotxe a l'aparcament de l'aeroport.

## Atacs de l'11 de setembre
L'11 de setembre del 2001, Mohamed Atta va agafar un avió de Portland a Boston acompanyat d'Abdulaziz al Omari. L'avió va sortir a les 6:00 h. A les 6:45 h, quan Atta ja havia arribat a Boston, va rebre una trucada de Marwan al-Shehhi, el pilot del vol 175 de United Airlines, avisant que els atacs ja estaven llestos per començar. Atta va embarcar al vol 11 d'American Airlines amb la resta dels terroristes, va seure al seient 8D de primera classe.

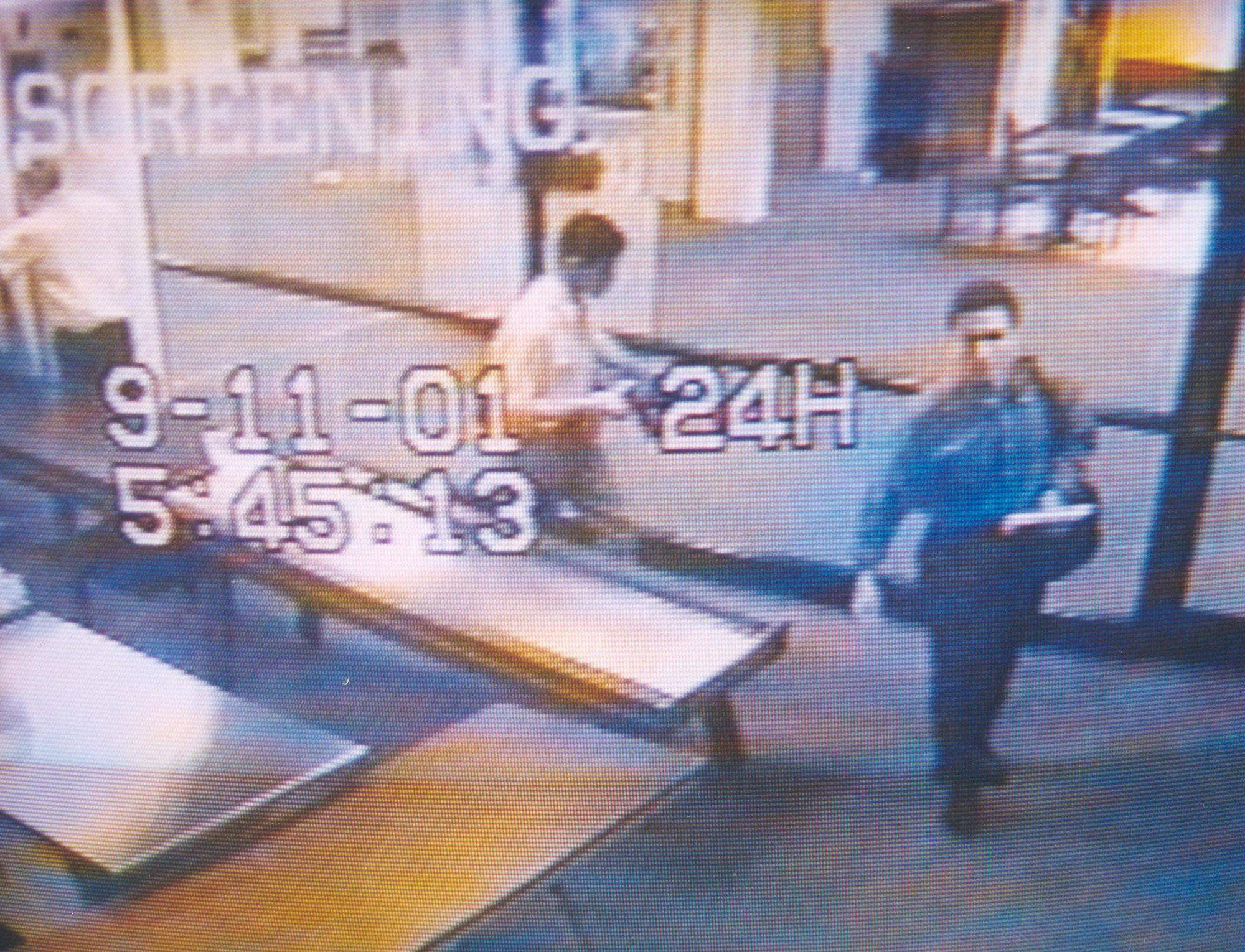
Atta a l'aeroport de Portland, 5:45

L'avió es va enlairar a les 7:59 h i el segrest va començar 15 minuts després de l'enlairament. Els terroristes van matar als pilots utilitzant cúters i van demanar als passatgers que mantinguessin la calma perquè tornaven a l'aeroport. Mentre Mohamed Atta donava aquests missatges, va transmetre-ho sense voler a control aeri.
A les 8:46 h l'avió va impactar contra la torre nord del World Trade Center, començant la sèrie d'impactes del dia que continuarien a la torre sud, al Pentàgon, i en un intent d'atac al capitoli que va acabar estavellat en un camp.
Com que l'avió de Mohamed Atta va sortir amb un retard, la seva maleta va quedar-se a l'aeroport. Dintre hi havia uns vestits d'aerolínia, un manual de vol, i una còpia del seu testament.